# Avenida Perú (Ciudad del Este)
La Avenida República del Perú (o conocida simplemente como Avenida Perú) es una avenida y calle peatonal de Ciudad del Este, Paraguay, inaugurada el 13 de abril de 2018. Es un tramo de casi 7 kilómetros que inicia en la Ruta PY-02 y termina en la Ruta PY-07 de la ciudad de Hernandarias.

## Antecedentes
Las obras de la avenida comenzaron a mediados de marzo de 2016. El proyecto ejecutivo estuvo a manos de la Itaipú Binacional, con una inversión 15 millones de dólares a manos del MOPC. La obra culminó en dos años y la inauguración tuvo lugar en abril de 2018.

## Características
La avenida recorre a lo largo de los barrios Carolina y Don Bosco desde la Ruta PY-02. Posee 13 rotondas cada 500 metros para retornos, dos puentes sobre el río Acaray con sendas longitudes de 125 metros, y un paso a desnivel para interconectarse con la Ruta PY-07 que corresponde a la jurisdicción de Hernandarias.

## Viabilidad
La Avenida Perú es de sentido único en toda su extensión, con 3 tramos que totalizan 6 carriles. Es decir, las dos arterias del extremo corresponden con su respectivo sentido, mientras que el tramo del medio funciona como motosenda de doble sentido. La motosenda deja de operar a las 17:00hs, para que los pobladores lo usen como peatonal y como espacio de recreación.